# Gameui beobjig
Pour plus de détails, voir Fiche technique et Distribution.
Gameui beobjig (게임의 법칙) est un film sud-coréen réalisé par Jang Hyun-soo, sorti en 1994.

## Synopsis
Yong-dae, un laveur de voitures, part à Séoul avec Tae-suk, sa petite amie. Il envisage de rejoindre un gang dangereux, Yu Kwangcheon. Sur le chemin, un escroc recherché par le gang, Man-sur, vole l'argent du couple.

## Fiche technique
- Titre : Gameui beobjig
- Titre original : 게임의 법칙
- Titre anglais : The Rules of the Game
- Réalisation : Jang Hyun-soo
- Scénario : Jang Hyun-soo et Kang Je-gyu
- Musique : Byeon Seong-yong
- Photographie : Park Seung-bae
- Montage : Hyeon Kim
- Production : Jo Chang-hak
- Société de production : Seyang Film
- Pays de production :  Corée du Sud
- Genre : Action, gangsters
- Durée : 110 minutes
- Date de sortie : 
  - Corée du Sud : 17 septembre 1994

## Distribution
- Park Joong-hoon : Yong-dae
- Lee Geung-young : Man-su
- Oh Yeon-su : Tae-suk
- Kim Bu-seon : Madam Jeon
- Hak-rak Choi : Young-hyun
- Kim Hae-gon : Gecko
- Kwon Hae-hyo : Agiri
- Jun-hyeong Jo : Perm
- Jang Se-jin : Sang-jin
- Bae Jung-shik : le gangster
- Lim Chang-jung : rabatteur 1
- Kim Kyung-bum : rabatteur 2

## Distinctions
Le film a été nommé au Blue Dragon Film Award du meilleur film.